# Karbofurán
A karbofurán az egyik legmérgezőbb karbamát peszticid. Szisztémikus inszekticid, azaz a növényekbe a gyökérzeten keresztül jut be, és innen jut el a növény különböző szerveibe, melyekben koncentrációja eléri a rovarok számára mérgező értéket. Férgekkel szemben kontaktméreg.

## Előállítása
Metil-izocianát és 7-hidroxi-2,2-dimetil-2,3-dihidrobenzofurán reakciójával állítják elő.

## Felhasználása
Növényekre és talajba juttatott, nem perzisztens inszekticid, akaricid és nematocid szerként használták.
A karbofurán tartalmú növényvédőszerek felhasználását és forgalmazását az Európai Unióban 2008 decemberében betiltották.

## Mérgező hatása gerincesekre
A karbofurán erősen mérgező a gerincesekre, LD50 értéke szájon át patkányoknál 5–13 mg/kg, kutyáknál 19 mg/kg.
A karbofuránról ismert, hogy különösen mérgező madarakra nézve. Granulátom formájában egyetlen szemcséje képes megölni egy madarat. A madarak gyakran megeszik a peszticidek szemcséit, mivel összetévesztik azokat a táplálékul szolgáló magvakkal. A méreg elfogyasztása után nem sokkal elhullanak.
Magyarországon a 2000-es, 2010-es években számos esetben karbofuránnal mérgeztek meg védett ragadozómadarakat.

### Hatása az emberre
A karbofurán a széles körben használt inszekticidek közül az emberre az egyik legmérgezőbb  (csak az aldikarb és a paration mérgezőbb nála). Mérgező hatását kolinészteráz-gátlás révén fejti ki, így idegméregnek (neurotoxin) tekinthető.
A belső elválasztású mirigyek működését is károsan befolyásolja, már nagyon kis mennyiség hatására is számos hormon szintjében átmeneti változások léphetnek fel az állatokban és emberekben is, ami többszöri expozíció után akár komoly reprodukciós zavarokat is okozhat. Egy vizsgálat szerint patkányokban szubletális mennyiségű karbofurán hatására a tesztoszteronszint 88%-kal csökkent, miközben a progeszteron, a kortizol és az ösztradiol szintje jelentősen (rendre 1279%, 202% és 150%-kal) nőtt.
A halálosnál kisebb mennyiség a herék számára is mérgező lehet. Kimutatták, hogy 0,4 mg/kg mennyiség hatására csökken a spermiumok száma és mozgékonysága, miközben az abnormális hímivarsejtek aránya nő.

## Fordítás
Ez a szócikk részben vagy egészben  a   Carbofuran című angol Wikipédia-szócikk ezen változatának fordításán alapul.  Az eredeti cikk szerkesztőit annak laptörténete sorolja fel. Ez a jelzés csupán a megfogalmazás eredetét és a szerzői jogokat jelzi, nem szolgál a cikkben szereplő információk forrásmegjelöléseként.